# En blick på den korsfäste livet dig ger
En blick på den korsfäste livet dig ger är en psalm med text från 1860 av Amelia Mathilda Hull, översatt 1875 till svenska av Erik Nyström. Musiken är gjord av Edward G Taylor 1860. Texten bearbetades 1986 av Gunnar Melkstam.
Psalmen har 4 verser i de nyare psalmböckerna medan den i August Davis psalmbok Herde-Rösten 1892, som användes inom den svenska Missionskyrkan i Minnesota, USA, har fem verser och refrängen lyder:
Se! Se! Se och lef!
En blick på den korsfäste lifvet dig ger,
Ja, just nu der är lif ock för dig.
I Svenska Missionsförbundets version 1920 är det 4 verser i Erik Nyströms översättning lyder refrängtexten:
Se, se, se och lev!
En blick uti tron på det dyra Guds Lamm
Giver liv — och det gäller för dig.
I de nutida psalmböckerna lyder refrängen:
Se, se, se och lev!
En blick på den korsfäste livet dig ger,
Ja, i honom finns frälsning för dig.
Davis uppger ingen författare eller kompositör, utan hänför samlingens texter och melodier till den stora allmänningen av "gamla sånger".

## Publicerad i
- Herde-Rösten 1892 som nr 79 under rubriken "Jesu lidande och död"
- Lilla Psalmisten 1909 som nr 66 under rubriken "Frälsningen"
- Svenska Missionsförbundets sångbok 1920 som nr 225 under rubriken "Kallelse och väckelse".
- Frälsningsarméns sångbok 1929 som nr 63 under rubriken "Frälsningssånger - Inbjudning".
- Musik till Frälsningsarméns sångbok 1930 som nr 63
- Sionstoner 1935 som nr 307 under rubriken "Nådens ordning: Väckelse och omvändelse".
- Guds lov 1935 som nr 146 under rubriken "Väckelse och inbjudan".
- Frälsningsarméns sångbok 1968 som nr 19 under rubriken "Frälsning".
- Psalmer och Sånger 1987 som nr 602 under rubriken "Att leva av tro - Skuld - förlåtelse".[2]
- Segertoner 1988 som nr 449 under rubriken "Ur kyrkoåret - Jesu lidande och död – fastetiden".[1]
- Lova Herren 1988 som nr 336 under rubriken "Frälsningens mottagande genom tron".
- Frälsningsarméns sångbok 1990 som nr 334 under rubriken "Frälsning".
- Sångboken 1998 som nr 18